# تأثير ويسترمارك

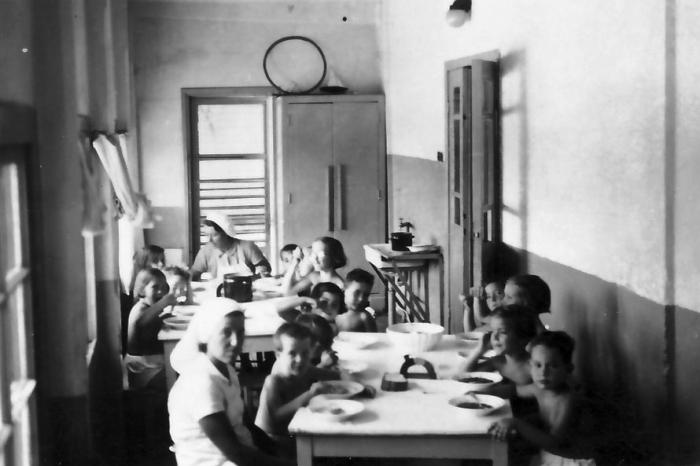
يُشار أحيانًا إلى ممارسات تربية الأطفال في نظام الكيبوتس كمثال على تأثير ويسترمارك. في الصورة مجموعة من الأطفال في كيبوتس غان شموئل حوالي سنة 1935-1940.

تأثير ويسترمارك (بالإنجليزية: The Westmarck effect) أو التطبع الجنسي المعاكس هي فرضية في علم النفس تنص على أن الأفراد لا ينجذبون إلى أقرانهم الذين عاشوا معهم كأشقاء قبل سن السادسة. اقترحت هذه الفرضية لأول مرة من قبل عالم الأنثروبولوجيا الفنلندي إدوارد ويسترمارك في كتابه تاريخ الزواج البشري (1891) كتفسير لطابوه زنا المحارم، مثل نظام «كيبوتس» الإسرائيلي وتقليد زواج «سيم-بوا» الصيني، بالإضافة إلى العائلات المتصلة بيولوجيا.
فبالنسبة لنظام «كيبوتس» الإسرائيلي، كانت تتم تربية الأطفال في مجموعات من فردين حسب العمر وليس حسب علاقة النسب. كشفت لاحقا دراسة عن أنماط زواج هؤلاء الأطفال بعد بلوغهم على أن 14 فقط من بين ما يقارب 3000 زواجا كان بين شخصين من نفس المجموعة. وجميع حالات الزواج الأربعة عشر كانت بين شخصين لم يكبرا معا في ست سنوات الأولى من حياتهم، وتقترح هذه النتيجة أن «تأثير ويسترمارك» يحدث أثناء الفترة بين الولادة وبلوغ سن السادسة.
عندما لا يكون تقارب في هذه الفترة الحرجة—مثلا عندما يكبر أخ وأخت متفرقين دون أن يقابلا بعضهما—فقد يجدان بعضهما مثيرين جنسيا بشكل كبير عندما يلتقيان وهما بالغان، وفقا لفرضية الانجذاب الجنسي الوراثي. وهذا يدعم النظرية التي تقول أن الناس الذين يظهرون تصرفات خاضعة لتأثير ويسترمارك انتشروا بشكل كبير بسبب العواقب الضارة لالتوالد الداخلي التي عانا منها من لم يظهروا هذه التصرفات.

## خلافويسترماركوفرويد
قال سيغموند فرويد أن الافراد من نفس العائلة يحسون بالغريزة الجنسية تجاه بعضهم في مرحلة الطفولة (طالع عقدة أوديب)، مما يجعل المجتمعات مرغمة على صنع طابوه جنس المحارم. ولكن ويسترمارك خالفه الرأي، بحيث قال أن الطابوهات نفسها نتيجة لأفكار تظهر منذ الولادة.
كتب ستيفن بينكر في كتابه "How the Mind Works" حول الموضوع:
يرى معظم الرجال أن رغبة الأطفال بمضاجعة أمهاتهم أكثر شيء سخيف سمعوه. وبطيبعة الحال لم تكن تلك هي ردة فعل فرويد، فقد كتب أنه عندما كان طفلا شعر ذات مرة بنشوة جنسية أثناء مشاهدته لأمه وهي ترتدي ملابسها. ولكنه كان يتوفر على مرضعة، وربما لم يشعر بمشاعر حب مبكرة تجعل جهاز الاستقبال الحسي عنده يدرك أن السيدة فرويد أمه. تغلبت نظرية ويسترمارك على فرويد. 

## انتقاد
انتقد بعض عالمي الاجتماع وعالمي الإنسان الأبحاث التي تدعم تأثير ويسترمارك وأنكروا أنها تبين إمكانية تفسير نظرية الاصطفاء الطبيعي وحدها لنشاطات الإنسان. فمثلا بينت دراسة لإيران شور و داليت سيمشاي سنة 2009 أنه بالرغم من أن معظم أعضاء المجموعات الذين كبروا بالقرب من بعضهم في نظام «الكيبوتس» الإسرائيلي لم يتزوجوا، فقد صرحوا بأنهم شعروا سابقا بانجذاب نسبي إلى أعضاء نفس المجموعة. استنتج الكاتبان أن قضية «الكيبوتس» لا تدعم تأثير ويسترمارك بشكل كبير، وأن التقارب في الطفولة لا يمكن أن ينتج التباعد الجنسي من دون ضغوط وعادات اجتماعية.
يذكر جيسي بيرينغ عدة دراسات تتناقض مع المبدئ الأساسي لتأثير ويسترمارك الذي يقول أنها عملية تعلم تظهر منذ الولادة؛ وبدل ذلك فقد تكون ظاهرة اجتماعية. يبدو أن الإنسان يفضل الوجوه التي تشبه وجهه أو وجهي والديه. وإذا كان هذا صحيحا فإن فكرة عقدة أوديب لفرويد تحوي شيء من الصحة.

## الملاحظات والمراجع
الملاحظات
1. ↑  هو تقليد صيني قديم للزواج، كانت تتبنى فيه عائلة فتاة قاصرة لتكبر مع ابن قاصر بالعائلة ثم يتزوجا بعد بلوغهما.

المراجع
1. ↑  Shepher، Joseph (1983). Incest: A Biosocial View. Studies in anthropology. نيويورك: Academic Press. ISBN:0-12-639460-1. LCCN:81006552.
2. ↑  Freud, S. (1913). الطوطم والتابو in The Standard Edition of the Complete Psychological works of Sigmund Freud, Vol. XIII.
3. ↑  Shor، Eran؛ Simchai, Dalit (2009). "Incest Avoidance, the Incest Taboo, and Social Cohesion: Revisiting Westermarck and the Case of the Israeli Kibbutzim". American Journal of Sociology. ج. 114 ع. 6: 1803–1842. DOI:10.1086/597178.
4. ↑  Bering، Jesse (17 أغسطس 2010). "Oedipus Complex 2.0: Like it or not, parents shape their children's sexual preferences". Scientific American. مؤرشف من الأصل في 2015-04-30. اطلع عليه بتاريخ 2014-09-18.